# Angoumé
Angoumé (oksytański En Gomèr) to miejscowość i gmina we Francji, w regionie Nowa Akwitania, w departamencie Landy.
Według danych na rok 1990 gminę zamieszkiwały 103 osoby, a gęstość zaludnienia wynosiła 13 osób/km² (wśród 2290 gmin Akwitanii Angoumé plasuje się na 1073. miejscu pod względem liczby ludności, natomiast pod względem powierzchni na miejscu 1209.).